# Partido Democrata (Ilhas Salomão, 1965)
O Partido Democrata foi o primeiro partido político a ser fundado nas Ilhas Salomão.

## Histórico
O partido foi criado em junho de 1965 por Mariano Kelesi e Eric Lawson. Kelesi e Lawson eram ambos membros do Conselho Legislativo, e a formação do partido visava reunir os membros eleitos, que havia sido apresentados ao Conselho em 1964. No entanto, logo depois o partido desapareceu em 1967.